# Presidential Citizens Medal
Presidential Citizens Medal (pol. Prezydencki Medal Obywatelski) – cywilne odznaczenie Stanów Zjednoczonych ustanowione w 1969, nadawane za wybitne zasługi obywatelom Stanów Zjednoczonych.

## Historia, organizacja i zasady nadawania
Presidential Citizens Medal został ustanowiony 13 listopada 1969 roku na mocy rozporządzenia prezydenta Richarda Nixona – w celu wyróżnienia osób, które „dokonały znaczących czynów lub zasłużyły się w służbie dla państwa i jego obywateli”. Medal przyznaje prezydent państwa. Odznaczeni nim – również pośmiertnie – mogą zostać wyłącznie obywatele Stanów Zjednoczonych. Pierwsze nadanie medalu miało miejsce w 1973 roku.
Medal jest jednoklasowy i zajmuje drugie miejsce w precedencji cywilnych odznaczeń państwowych Stanów Zjednoczonych.

## Insygnia

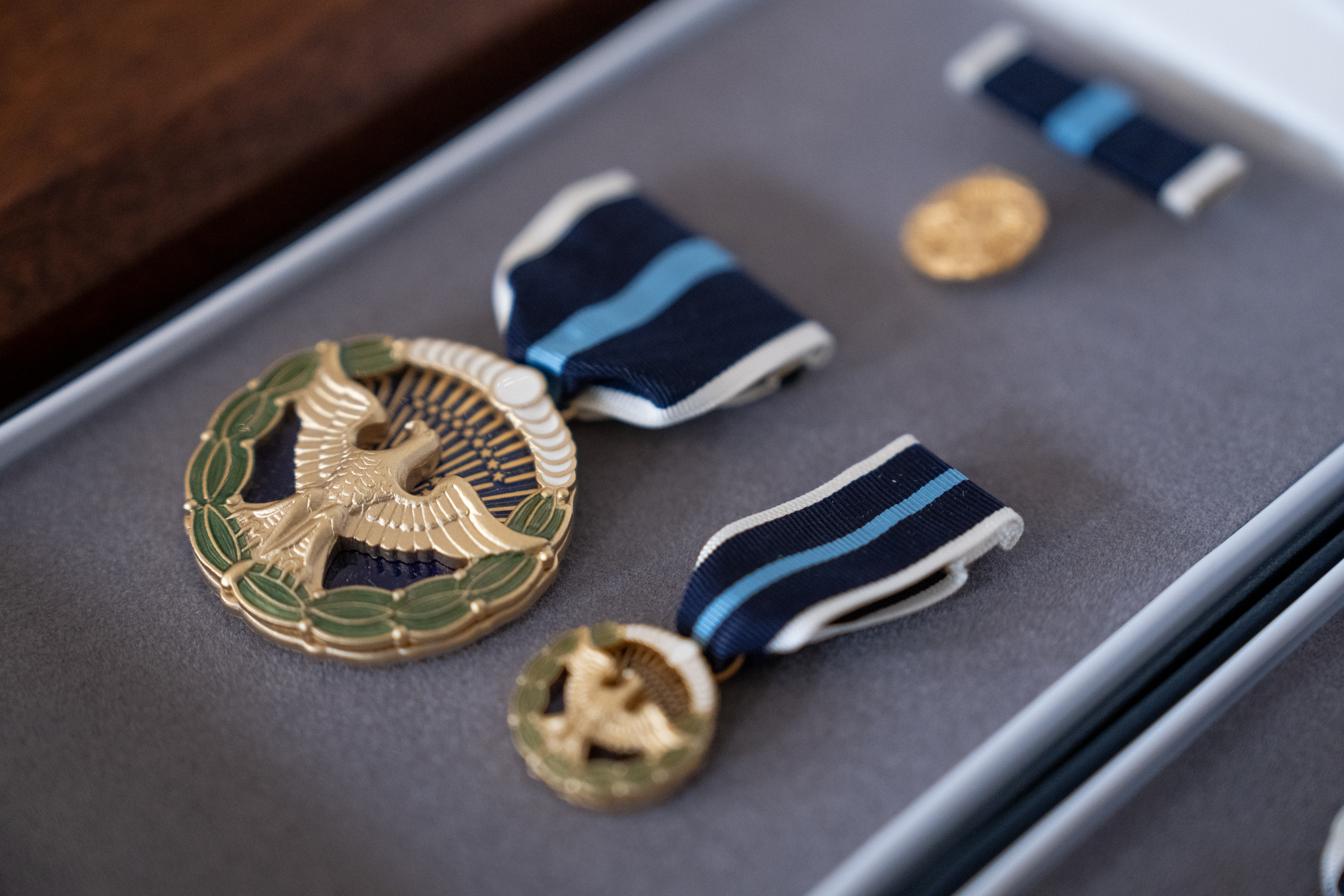
2025

Odznaka medalu jest okrągła, wykonana z pozłacanego srebra i emaliowana. Jej awers tworzy stylizowana Pieczęć Prezydenta Stanów Zjednoczonych – ze złotym orłem otoczonym zielonym wieńcem z gałązek oliwnych. Na płaskim rewersie znajduje się złożony wersalikami napis: „Dla (miejsce na imię i nazwisko) od Prezydenta Stanów Zjednoczonych” („To ... From The President of The United States”). Pod nim widnieje wytłoczona tarcza herbowa z pasami symbolizującymi trzynaście pierwszych stanów. Tarcza jest umieszczona na połączonych łodygach dwóch gałązek oliwnych usytuowanych po obu jej bokach.
Wstążka orderu jest koloru granatowego z umieszczonym na środku niebieskim pasem i białymi bordiurami.